# Gmina zbiorowa Schwaförden
Gmina zbiorowa Schwaförden (niem. Samtgemeinde Schwaförden) – gmina zbiorowa położona w niemieckim kraju związkowym Dolna Saksonia, w powiecie Diepholz. Siedziba administracji gminy zbiorowej znajduje się w miejscowości Schwaförden.

## Podział administracyjny
Do gminy zbiorowej Schwaförden należy sześć gmin:
1. Affinghausen
2. Ehrenburg
3. Neuenkirchen
4. Scholen
5. Schwaförden
6. Sudwalde